# 勒潘
勒潘（法語：Le Pin，法語發音：[lə pɛ̃] ⓘ）是法国塞纳-马恩省的一个市镇，属于莫城区。

## 地理
勒潘（48°54'52"N, 2°37'45"E）面积6.7 平方千米，位于法国法蘭西島大區塞纳-马恩省，该省份为法国北部内陆省份，北起瓦兹省，西接埃松省、马恩河谷省、塞纳-圣但尼省和瓦兹河谷省，南至卢瓦雷省，东南接约讷省，东临马恩省和奥布省，东北接埃纳省。
与勒潘接壤的市镇（或旧市镇、城区）包括：尚特雷讷河畔布鲁、谢勒、克莱-苏伊、库尔特里、维勒帕里西、维勒沃代。

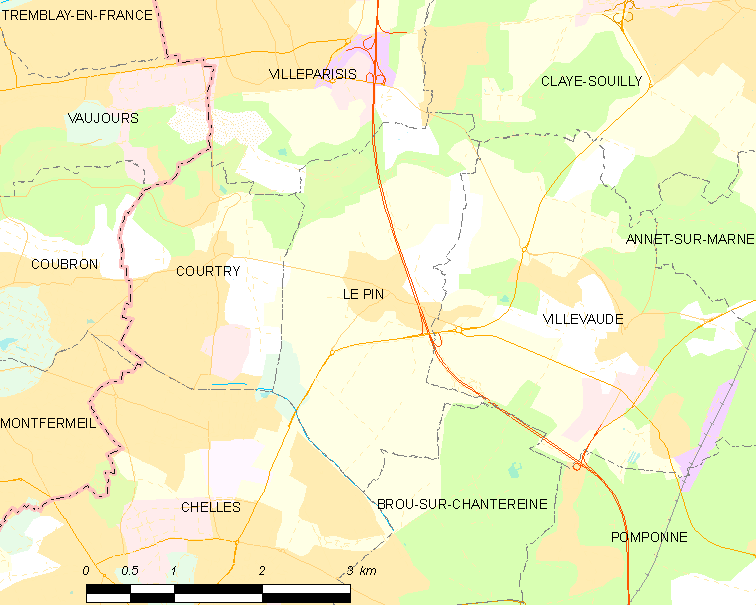
勒潘的OSM定位图

勒潘的时区为UTC+01:00、UTC+02:00（夏令时）。

## 行政
勒潘的邮政编码为77181，INSEE市镇编码为77363。

## 政治
勒潘所属的省级选区为维勒帕里西县。

## 人口

1962-2008年间勒潘人口变化图示

勒潘于2022年1月1日时的人口数量为1528人。